# El Coll-La Teixonera (métro de Barcelone)
El Coll | La Teixonera est une station de la ligne 5 du métro de Barcelone.

## Situation sur le réseau
La station se situe sous la rue de Batet (Carrer de Batet), sur le territoire de la commune de Barcelone, à la frontière entre les districts de Gràcia et de Horta-Guinardó. Elle s'intercale entre El Carmel et le terminus de Vall d'Hebron.

## Histoire
La station ouvre au public le 30 juillet 2010, avec la mise en service du prolongement de la ligne 5 de Horta à Vall d'Hebron.

## Services aux voyageurs

### Accès et accueil
La station dispose de deux voies et d'un quai central.

## À proximité
La station est située à proximité du parc de la Creueta del Coll et du Turó de la Rovira.